# Петрова (Псковская область)
Петрова — упразднённая деревня в Себежском районе Псковской области России. Находится на территории городского поселения Идрица.

## География
Находилась на юго-западе региона, в центральной части района, в пределах Валдайской возвышенности, в лесной местности около озера Нища.

### Климат
Климат умеренно-континентальный влажный.
Величина суммарной солнечной радиации достигает 78-88 ккал на 1 см² в год. Относительно большая облачность в течение года значительно уменьшает продолжительность солнечного сияния, которое составляет в среднем около 1700 часов в год (то есть около 40 % от возможной продолжительности за этот период для данных широт).
Среднегодовая температура воздуха составляет +4,8 °C. Наиболее холодным месяцем является январь со среднемесячной температурой −7,5 °C. Самый жаркий месяц — июль со среднемесячной температурой +17,4 °C.
За год выпадает в среднем 602 мм осадков, причем основная часть в теплый период с апреля по октябрь — 425 мм. Средняя относительная влажность воздуха наиболее холодного месяца — 84 %, наиболее теплого — 77 %, среднегодовая относительная влажность воздуха в — около 80 %. Снежный покров появляется во второй декаде ноября, сходит — в первой декаде апреля. Высота снежного покрова не превышает 24 см.

## История
Земли поселения Петрова отмечены на карте Псковской губернии, отражающей состояние местности по исследованиям 1870—1915 годов, между деревнями Грудинино и Гольшина.
В 1941—1944 гг. местность находилась под фашистской оккупацией войсками Гитлеровской Германии.

## Инфраструктура
Личное подсобное хозяйство.

## Транспорт
Просёлочные дороги.